# Lea Ann Parsley
Lea Ann Parsley (* 12. Juni 1968 in Logan, West Virginia) ist eine frühere US-amerikanische Skeletonpilotin.
Lea Ann Parsley begann erst 1998 im relativ fortgeschrittenen Alter mit dem Skeleton. Sie lebte während der Saison in Granville, sonst in Logan und wurde von Ryan Davenport und Greg Sand trainiert. Im November 1999 bestritt sie ihr erstes Weltcuprennen in Calgary und wurde Fünfte. Ihr bestes Weltcupergebnis war ein zweiter Platz, den sie erstmals 2000 in Lillehammer und danach noch drei Mal erreichte. In der Saison 1999/2000 wurde Parsley Vierte des Gesamtweltcups, 2000/01 Sechste und 2001/02 erneut Vierte.
An Weltmeisterschaften nahm sie erstmals 2000 in Igls teil und erreichte den sechsten Rang. Diesen erreichte sie erneut im folgenden Jahr in Calgary und 2005 in Königssee. 2002 nahm sie an den erstmals für Frauen ausgetragenen Skeleton-Wettbewerb bei den Olympischen Spielen 2002 in Salt Lake City teil. Hier gewann sie hinter Tristan Gale die Silbermedaille. Bei US-Meisterschaften errang sie 2002 und 2005 den Titel, wurde 2000 hinter Tricia Stumpf Vizemeisterin und 2001 Dritte. Bei den Nordamerikanischen Titelkämpfen gewann sie 1996 und 2001 Bronze und gewann 2002 den Titel.
Für die Olympischen Winterspiele 2006 in Turin konnte sich Parsley gegen Katie Uhlaender und Noelle Pikus-Pace nicht durchsetzen, nahm aber als Trainerin innerhalb des US-Teams an den Spielen teil.